# والتر أرينا
والتر أرينا (بالإيطالية: Walter Arena)‏ هو منافس ألعاب قوى إيطالي، ولد في 30 مايو 1964 في قطانية في إيطاليا.

## وصلات خارجية
- والتر أرينا على موقع الاتحاد الدولي لألعاب القوى (الإنجليزية)
- والتر أرينا على موقع الاتحاد الإيطالي لألعاب القوى (الإيطالية)
- والتر أرينا على موقع أوليمبيديا (الإنجليزية)